# Iosif Serper
Iosif Łazariewicz Serper (ros. Иосиф Лазаревич Серпер, ur. 1 września?/14 września 1911 w Odessie, zm. 9 listopada 2002 w San Francisco) – radziecki wojskowy narodowości żydowskiej, major, Bohater Związku Radzieckiego (1943).

## Życiorys
Urodził się w rodzinie robotniczej. Skończył szkołę zawodową, pracował jako tokarz w fabryce, 1933-1935 i od 1939 służył w Armii Czerwonej. We wrześniu 1939 uczestniczył w zajmowaniu przez ZSRR zachodniej Ukrainy, czyli agresji ZSRR na Polskę, 1939–1940 w wojnie z Finlandią, a w czerwcu-lipcu 1940 w aneksji Besarabii. Od 1941 należał do WKP(b), po ataku Niemiec na ZSRR brał udział w walkach, początkowo jako dowódca plutonu saperów, walczył na Froncie Południowym, Południowo-Zachodnim, Północno-Kaukaskim, ponownie Południowym, 4 Ukraińskim i 3 Białoruskim, był dwukrotnie ranny i raz kontuzjowany. Latem 1942 podczas walk w obwodzie rostowskim, gdy został ciężko kontuzjowany, dostał się do niewoli. Zdołał zbiec z obozu jenieckiego i wrócić do swoich, jednak później został poddany weryfikacji w specjalnym obozie NKWD, po czym trybunał wojenny skierował go do batalionu karnego; podczas pierwszych walk w jego składzie został ranny. Później zdjęto z niego karę i skierowano do brygady inżynieryjnej jako dowódcę batalionu. W lutym 1943 walczył na Froncie Północno-Kaukaskim, później Południowym, uczestniczył w wyzwalaniu Azowa i Batajska, później w operacji melitopolskiej, m.in. w przełamaniu obrony wroga na linii rzeki Mołocznaja i wyzwalaniu Melitopola, gdzie się szczególnie wyróżnił. W 1945 brał udział w walkach w Prusach Wschodnich, w 1946 został zwolniony do rezerwy w stopniu majora. W 1963 ukończył Odeski Technologiczny Instytut Przemysłu Spożywczego i Chłodniczego, pracował w fabryce "Chołodmasz" jako szef działu nowej techniki. W 1989 wyemigrował do USA, zamieszkał w San Francisco.

## Odznaczenia
- Złota Gwiazda Bohatera Związku Radzieckiego 1 listopada 1943)
- Order Lenina (1 listopada 1943)
- Order Wojny Ojczyźnianej I klasy (dwukrotnie - 31 października 1944 i 11 marca 1985)
- Order Czerwonej Gwiazdy (14 marca 1943)
- Medal „Za zasługi bojowe”

I inne.